# Tomas Svensson
Tomas Runar Svensson (Eskilstuna, 13 de fevereiro de 1968) é um ex-handebolista profissional e treinador sueco, medalhista olimpico.
Tomas Svensson fez parte dos elencos medalha de prata de Barcelona 1992 e Atlanta 1996 e Sydney 2000. Ele é duas vezes campeão mundial, e duas vezes europeu, é o atual treinador da Suécia.